# Nordmaling (đô thị)
Đô thị Nordmaling (Nordmalings kommun) là một đô thị ở hạt Västerbotten, bắc Thụy Điển. Thủ phủ là Nordmaling (dân số 2.600).
Đô thị này được lập từ một giáo khu. Năm 1914, một phần của đô thị này đã được tách.

## Các địa phương
- Nordmaling (thủ phủ)
- Rundvik